# Shadow Gallery
Gli Shadow Gallery sono un gruppo progressive metal originario della Pennsylvania (USA).

## Storia del gruppo
Gli Shadow Gallery si formano nel 1985 ed impiegano 7 anni prima di ottenere il loro primo contratto discografico con la Magna Carta. Il loro nome è stato ispirato dal romanzo a fumetti V for Vendetta di Alan Moore. La Shadow Gallery era nell'opera il rifugio segreto del protagonista.
Il background del quintetto include Rush, Yes, Kansas e Styx, e nel contempo è forte (a tratti predominante) l'influenza dei Queen (in particolare nella prima parte di carriera).
Il 29 ottobre 2008 è scomparso il cantante Mike Baker (1963-2008), a causa di un infarto a soli 45 anni. La notizia è stata resa nota solo due giorni dopo, attraverso una mail spedita dalla stessa band agli iscritti alla loro newsletter. Immediatamente si diffusero tra i fan dubbi sul futuro della band. Dopo poco tempo, Gary Wehrkamp, attraverso il profilo Myspace della band affermò che la band avrebbe continuato ad esistere ed avrebbe pubblicato un nuovo album. Tuttavia, in quell'occasione, non fu specificato se intendessero utilizzare precedenti registrazioni di Mike Baker o se avessero scelto un altro cantante.
La questione venne chiarita solo con l'annuncio dell'uscita del nuovo disco, intitolato Digital Ghosts, dove Brian Ashland venne presentato come nuovo cantante della band. Il è uscito il 23 ottobre 2009 in Europa ed il 3 novembre 2009 nel nord America, in entrambi i casi a pochi giorni dal primo anniversario della morte di Baker. La versione limitata del disco contiene quattro bonus track, di cui due cantate da Mike Baker.

## Tour
La band non si è mai esibita dal vivo nei primi 15 anni della sua carriera, finché nell'estate del 2010 è stato annunciato un tour, che comprendeva una sola data negli Stati Uniti, mentre il resto dei concerti si sarebbe svolto in Europa. Tale tour è anche passato per Milano il 6 ottobre 2010.
Era stato programmato il primo show del gruppo per il maggio del 2010, sulla Triton Power Cruise, una crociera sulla quale si esibiscono annualmente importanti artisti del panorama progressive metal internazionale. Tuttavia, pochi giorni prima dell'inizio del viaggio, la crociera fu annullata, impedendo alla band di esibirsi.

## Formazione

### Formazione attuale
- Brian Ashland – voce (2009-presente)
- Brendt Allman – chitarra, chitarra acustica, cori (1985-presente)
- Carl Cadden-James – basso, basso fretless, voce addizionale, flauto (1983-presente)
- Gary Wehrkamp – pianoforte, chitarra, tastiera, cori (1992-presente)
- Joe Nevolo – batteria (1995-presente)

### Ex componenti
- Mike Baker – voce (1983-2008)
- Chris Ingles – pianoforte, tastiera (1985-1987, 1988-2004)
- Ben Timely – batteria, percussioni[7] (nickname della drum machine utilizzata per registrare il disco di esordio)
- Kevin Soffera – batteria (1994-1995)

## Discografia

### Album in studio
- 1992 – Shadow Gallery
- 1995 – Carved in Stone
- 1998 – Tyranny
- 2001 – Legacy
- 2005 – Room V
- 2009 – Digital Ghosts

### Raccolte
- 2007 – Prime Cuts